# Tang Xianzu

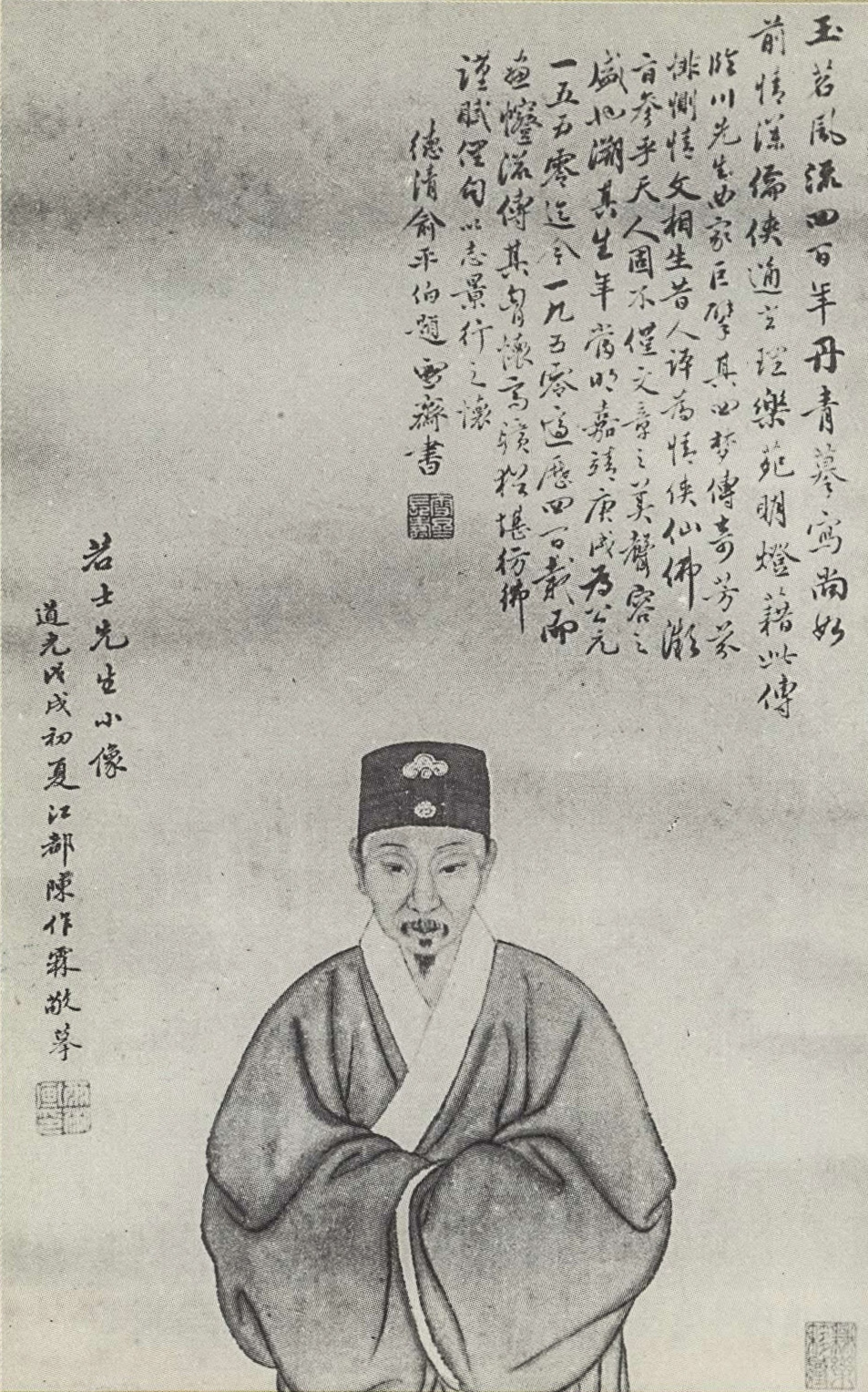
Tang Xianzu

Tang Xianzu (chinesisch 湯顯祖 / 汤显祖, Pinyin Tāng Xiǎnzǔ, W.-G. T'ang Hsien-tsu, Lessing-Othmer Tang Hsiän Dsu; * 24. September 1550 in Linchuan (Fuzhou); † 29. Juli 1616 ebenda), war ein bedeutender chinesischer Bühnen-Autor der Ming-Dynastie.

## Leben
Geboren wurde Tang Xianzu in Fuzhou in der Provinz Jiangxi, früher als Linchuan bekannt. Nachdem er 1583 das Doktorat erlangt hatte, wurde er Sekretär im Kultusministerium; seine Beamten-Laufbahn führte ihn unter anderem nach Nanjing, Zhejiang und Guangdong. – 1598 zog er sich in seine Heimatstadt zurück und widmete sich ganz der Schriftstellerei, dem Schreiben von Kurzgeschichten und Gedichten, insbesondere freilich dem Verfassen von Texten für das Theater. Unter dem gemeinsamen Titel Die vier Träume aus Linchuan oder auch Die vier Stücke aus der Yüminghalle veröffentlichte Tang Xianzu vier große Dramen; darunter befindet sich das in der Literaturgeschichte am meisten genannte Werk, das – nach älteren Vorlagen Die Rückkehr der Seele betitelte – romantische Drama Die Päonienlaube oder Der Pfingstrosen-Pavillon (= Mudan Ting). Der große chinesische Dramatiker des 16. Jahrhunderts war davon überzeugt, dass menschliche Emotionen (qing) stärker sind als Vernunft (li), und er besang in seinen Dramen, wie vor allem in seinem Meisterwerk Der Päonien-Pavillon, den Sieg der Liebe über die feudale Ethik. Die einzelnen Szenen sind dabei nur lose, in epischer Folge aneinandergereiht. Das ganze Drama ist nicht nach strengen Gesetzen durch Verwicklungen und Entwicklungen gestaltet, nicht durch Steigerung, Höhe, Katastrophe und Ausklang zu Ende geführt. In der Gestaltung der einzelnen Szene, in der Gestaltung und Ausmalung ihrer seelischen Zustände gipfeln der Gestaltungswille und die künstlerische Leistung des chinesischen Dramatikers. Dieser Darstellung der dichterischen Konzeption durch Vincenz Hundhausen, der mit seiner Übertragung ins Deutsche in den 1930er Jahren als Erster eine Übersetzung des Hauptwerks von Tang Xianzu in eine europäische Sprache unternahm, folgt in seiner Abhandlung über Das Traditionelle Chinesische Theater auch der Bonner Sinologe Wolfgang Kubin, dem der Dramatiker Gerd Hergen Lübben einen auf Tang Xianzus Wort-Tänze um die Rede von Liebe und Glück bezogenen Text zugeeignet hat (Zitat):

„AUF »DIE RÜCKKEHR DER SEELE« // tausend rot und zehntausend / pupur erheben / unsere herzen / schneiden wir die duftenden / zweige erhaben / rein sind die farben / über und über allem / allüberwindend // fliegt hoffnung auf du / für die liebenden schreib sing / spiel tang xianzu / von traum und tod die // auferstehung ins neue / leben dein stück glück // auf huan hun ji / ...“

Im Jahr 1992 wurde zur Erinnerung an ihren großen Dichter in Tangs früher als Linchuan bekannter Heimatstadt Fuzhou in der Provinz Jiangxi ein „Gedenkgarten“ angelegt, worin die Traumlandschaften, die der Dramatiker in seinen Werken beschrieben hat, nachgebaut sind. In einem Gebäude der Parkanlage befindet sich ein Theater, das regelmäßig Auszüge der Dramen von Tang Xianzu aufführt.

### Primär-Literatur
- WERK-AUSGABEN: Tang Xianzu xiqu ji (= Die gesammelten Theaterstücke des Tang Xianzu), hrsg. von Qian Nanyang, 2 Bände (1978); Tang Xianzu quanji (= Sämtliche Werke des Tang Xianzu), 3 Bände, hrsg. von Xu Shuofang (1998).

- Tang Xianzu, DER PAVILLON DER PFINGSTROSEN (chinesisch 牡丹亭, Pinyin Mǔdān Tíng)

- Tang Hsiän Dsu, Die Suche nach dem Traum. Deutsch: Vincenz Hundhausen. Peking, o. J.(ca. 1930). – Die hier mitgeteilte Szene entspricht dem 12. Aufzug des von V. Hundhausen übersetzten Dramas Die Päonienlaube oder die Rückkehr der Seele von Tang Xianzu (= Tang Hsiän Dsu).

- Tang Hsiän Dsu, Das Urteil in der zehnten Hölle. Deutsch: Vincenz Hundhausen. Peking, o. J.(ca. 1930). – Die hier mitgeteilte Szene entspricht dem 23. Aufzug des Dramas Die Päonienlaube oder die Rückkehr der Seele von Tang Xianzu (= Tang Hsiän Dsu).

- Tang Hsiän Dsu, Das Siegesfest. Deutsch: Vincenz Hundhausen. Peking, o. J.(ca. 1930). – Die hier mitgeteilte Szene entspricht dem 50. Aufzug des Dramas Die Päonienlaube oder die Rückkehr der Seele von Tang Xianzu (= Tang Hsiän Dsu).

- Tang Hsiän Dsu, DIE RÜCKKEHR DER SEELE. Ein romantisches Drama (oder: Die Päonienlaube). – Deutsch: VINCENZ HUNDHAUSEN. Zürich / Leipzig / Peking; 1937. (Den Bühnen gegenüber als Manuskript gedruckt.) – I. Band: TRAUM UND TOD. – II. Band: DIE AUFERSTEHUNG. – III. Band: IM NEUEN LEBEN

- Tang Xianzu, Die Aufzeichnung von Handan (chinesisch 邯鄲記, Pinyin Hándān Jì)

- Tang Hsiaen Dsu, DER BLUMENGARTEN. Ein chinesisches Singspiel. Deutsch: Vincenz Hundhausen. (Den Bühnen gegenüber als Manuskript gedruckt). Peking; 1933.

### Sekundär-Literatur
- Vincenz Hundhausen, Vorwort / Einleitung; in: Tang Hsiän Dsu, DIE RÜCKKEHR DER SEELE. Ein romantisches Drama (oder: Die Päonienlaube). Zürich / Leipzig / Peking; 1937. – I. Band: TRAUM UND TOD; S. ix – xvii.

- Wolfgang Kubin, Das Traditionelle Chinesische Theater. Vom Mongolendrama bis zur Pekinger Oper (2009; Band 6 von Wolfgang Kubin, Geschichte der chinesischen Literatur).

- Tang Xianzu; in: Marc Hermann / Weiping Huang / Henriette Pleiger / Thomas Zimmer, Biographisches Handbuch chinesischer Schriftsteller: Leben und Werke (2011; Band 9 von Wolfgang Kubin, Geschichte der chinesischen Literatur)